# Hans Holbein mlađi
Hans Holbein mlađi (Augsburg, 1497. ili 1498. – London, 29. studenoga 1543.) njemački slikar i drvorezac, uz Dürera najznačajniji njemački renesansni slikar.

## Životopis
Hans Holbein potiče iz poznate augsburške umjetničke obitelji. Njegov otac Hans Holbein stariji (1465. – 1524.) bio je poznatiji slikar svoga vremena, od njega je sin primio prve instrukcije o slikanju. 1519. godine Hans Holbein mlađi ženi se s četiri godine starijom Elizabetom, udovicom kožara iz Basela, što mu je omogućilo da postane član Bazelskog udruženja slikara koje se zvalo: „Nebesko udruženje“, i tako postaje Holbein 1520. građanin Basela. S Elizabetom je dobio četvoro djece - tri sina i jednu kćer. Tu je upoznao mnoge umjetnike i filozofe, poput nizozemskog humaniste Erazma koga je Holbein više puta portretirao. Holbein je ilustrirao neke njegove knjige, kao i Bibliju u prijevodu Martina Luthera. Uz Erazmovu pomoć upoznaje Holbein mlađi humanista Thomasa Morea koji mu daje prve poslove i koji ga kasnije upoznaje s kraljem Henrikom VIII. Pokret reformacije nije bio sklon izradi slika, tako da se Holbein preselio u London. Od 1526. do 1528. živio je u Londonu. Holbein se 
1528. vraća ponovo za Basel gdje provodi četiri godine, i 1532. konačno napušta Švicarsku sa svojom obitelji te se vraća u London. Godine 1536. Henrik VIII. proglasio ga je dvorskim slikarem.

## Portreti
Holbein je uvijek prvo radio detaljnu studiju modela olovkom i kredom. Ovaj šablon bi prenosio na sliku koristeći male otvore na slici na koje je bio nanesen ugljen. Kasnije je koristio neku vrstu ugljenog indiga. Na skicama je vrlo detaljno obrađivao lica, ali nije crtao neke druge detalje poput ruka ili odjeće. Na nekim od portreta (Henrik VIII., Erazmo) vidljiva je karakterizacija osoba na portretima.

## Značajnija djela
- Portret Erazma Roterdamskog (1523.) - Louvre, Pariz
- Darmstadtska Gospa, 1525.-'26., privatna kolekcija
- Portret Tomasa Mora (1527.) New York
- Ana od Klevea (1539.) - Louvre, Pariz
- Portret Henrika VIII., Galleria Nazionale d'Arte Antica, Rim

## Zanimljivost
Ruski književnik Fjodor Mihajlovič Dostojevski bio je impresioniran Holbeinovom slikom Krist u grobu koju je 1867. vidio u Baselu. U njegovom romanu Idiot, likovi često pričaju o ovoj slici.

## Vanjske poveznice
- Popis muzeja s djelima Hansa Holbeina mlađeg